# Волкович, Брюно
Брюно Жак Волкович (фр. Bruno Jacques Wolkowitch; 10 мая 1961, Париж) —  французский актёр. Наиболее известен по главным ролям  в  телесериалах «Уголовная полиция» и  «Теневые советники».

## Биография
Родился 10 мая 1961 года в XI округе Парижа. Его родители —  еврейские эмигранты из  Польши. Отец Брюно работал бухгалтером, мать была косметологом и помощником дерматолога.
Родители настаивали на медицинской карьере для сына, но в начале 80-х он поступил в «Студию 34» — школу актёрского мастерства. С 1983 года он снимается в кино, а в следующем году впервые вышел на театральную сцену Комеди Франсез. В начале карьеры для зрительского удобства пользовался укороченным вариантом фамилии — Волко.

### Личная жизнь
В 2006 году у Брюно  и актрисы Фанни Жиль родилась дочь Лу.   Волкович живёт в своём доме 50 километрах от Парижа. Он любит прогулки на свежем воздухе, кино, музыку и бильярд.

## Награды и номинации
Международный кинофестиваль в Люшоне (2002)
- Лучший актёр — награда

Телевизионный фестиваль в Монте-Карло (2012)
- Лучшая мужская роль в мини-сериале («Теневые советники») — номинация

## Избранная фильмография
- От имени всех своих / Au Nom De Tous Les Miens (1983) — Юрек
- Адский поезд / Train d'enfer (1985)
- Береги левую / Soigne ta droite (1987) — любовник
- Расследования комиссара Мегрэ / Les enquêtes du commissaire Maigret (1989) — Вертбуа
- Мегрэ / Maigret (1989) — Альбер
- Детское искусство / L'enfance de l'art  (1989) — Самуэль
- В вихре цветов / Dans un grand vent de fleurs (1989) — Гийом Гарланд
- Уголовная полиция / P.J. (1997 — 2009) — Венсан Фурнье
- Лагардер: Мститель в маске / Lagardère  (2003) — Анри де Лагардер / Горбун
- Саган / Sagan  (2010) — Филипп
- Турист / The Tourist (2010) — комиссар полиции
- Теневые советники / Les hommes de l'ombre (2012 — 2016) — Симон Капита
- Красный цвет Бразилии / Rouge Brésil (2012) — Де Гранжес
- Виктория /  Victoria (2016) — король Луи-Филипп[4]